# Danska konstnärer på osterian La Gensola i Rom
Danska konstnärer på osterian La Gensola i Rom (danska: Danske kunstnere i osteriet La Gensola i Rom) är en oljemålning från 1837 av den dansk-tyske konstnären Ditlev Blunck. Målningen finns i två utföranden: den första tillhör Det Nationalhistoriske Museum på Frederiksborgs slott i Hillerød och den andra Thorvaldsens Museum i Köpenhamn. 
Under 1830-talet, den period som brukar benämnas den danska guldåldern, fanns en livfull dansk konstnärskoloni i Rom. I Bluncks målning sitter konstnärskolonins förgrundsgestalt, skulptören Bertel Thorvaldsen vid bordsänden i Osteria La Gensola i Trastevere. Till höger om honom sitter Ernst Meyer, Blunck själv och Jørgjen Sonne i hög grå hatt. I dörröppningen träder Constantin Hansen in, iklädd svart hatt. På motsatt sida sitter Gottlieb Bindesbøll som diskuterar sin languster med servitören, bakom honom sticker Wilhelm Marstrand fram sitt huvud och till vänster om servitören sitter Albert Küchler upptagen med att teckna sin omgivning.
I den första versionen av målningen, som nu finns på Frederiksborgs slott, är det istället Köpenhamns borgmästare Just Henrik Mundt som samtalar med servitören; han tycks ha synpunkter på notan. Bindesbøll, Marstrand och Hansen är inte porträtterade i denna version. Mundt beställde denna målning som en souvenir från sitt besök i Rom.

## Bilder

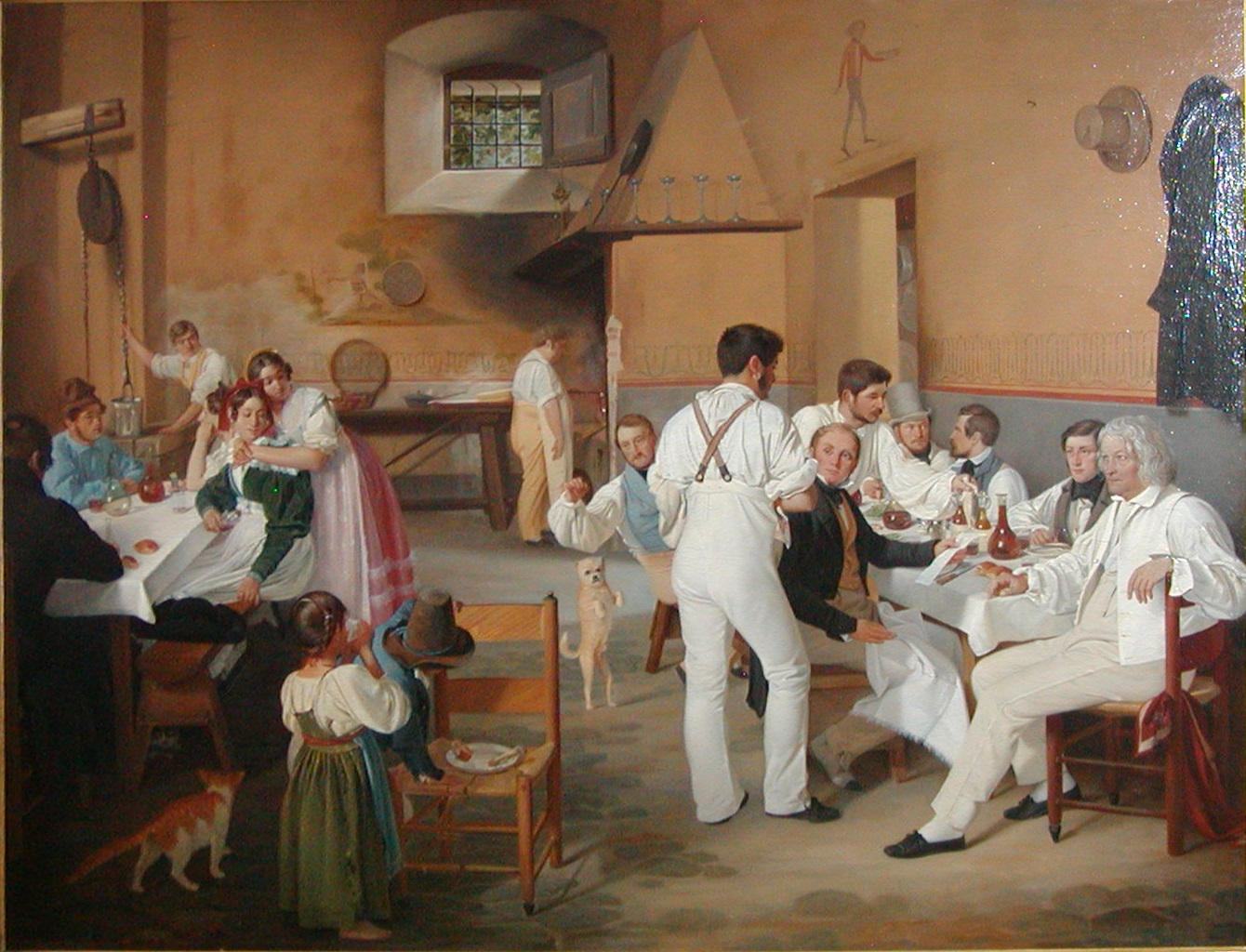
I den första versionen är det istället Köpenhamns borgmästare J.H. Mundt som diskuterar med den italienska servitören. Målningen finns idag på Frederiksborgs slott
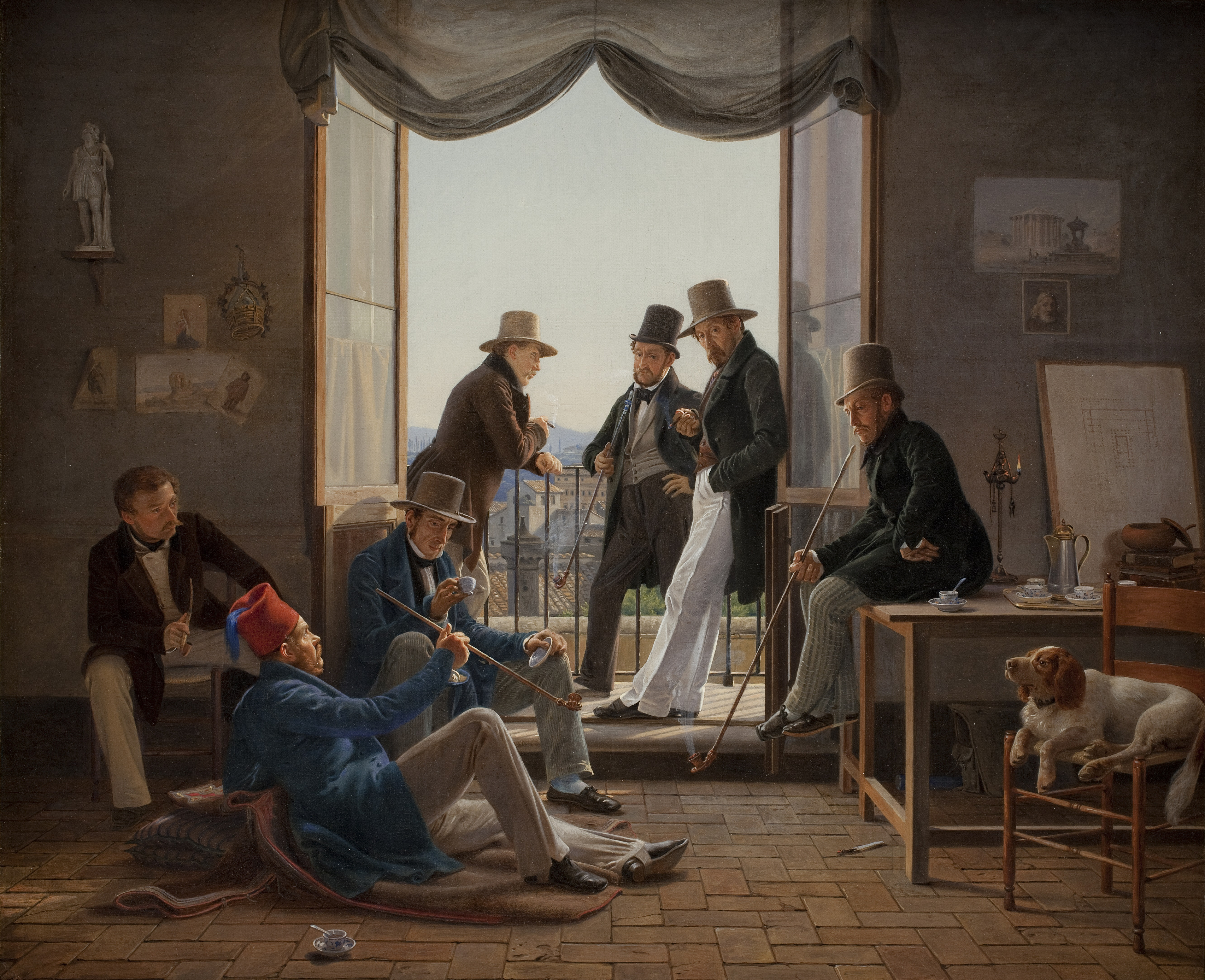
Även Constantin Hansen porträtterade de danska konstnärskolonin i Rom, Ett sällskap danska konstnärer i Rom från 1837 tillhör Statens Museum for Kunst.